# Ein starkes Team: Unter Wölfen
Unter Wölfen ist ein deutscher Fernsehfilm von Peter Fratzscher aus dem Jahr 2007. Es handelt sich um die 37. Folge der Krimiserie Ein starkes Team mit Maja Maranow und Florian Martens in den Hauptrollen.

## Handlung
Kriminalhauptkommissarin Verena Berthold und Kollege Otto Garber werden zu einem Mordopfer gerufen. Ein Bankbeamter, der vorwiegend für die Kreditvergabe zuständig gewesen war, wurde im Morgengrauen auf einem Parkplatz erstochen. An der Leiche finden sich Wolfshaare, die die Ermittler der Kleidung des Täters zuschreiben. Während sie die ersten Recherchen anstellen, gibt es ein weiteres Opfer: Die Betreiberin eines Campingplatzes wurde ebenfalls mit einem Jagdmesser erstochen, und auch hier finden sich Wolfshaare, sodass derselbe Täter zu vermuten ist. Auszuschließen ist, dass die Wolfshaare von einem Kleidungsstück stammen, also muss der Täter mit Wölfen zu tun haben. Kommissar Garber ist allerdings erstaunt, wie viele Jäger in Berlin gemeldet sind, was eine Überprüfung Einzelner nahezu unmöglich macht.
Um eine Verbindung zwischen den beiden Opfern herauszufinden, ermittelt Berthold undercover auf dem Campingplatz. Nachdem dort gerade ein Wohnwagen abgebrannt ist, scheint die Lösung dort zu finden zu sein. Ermittler Ben Kolberg kümmert sich derweil um eine hübsche junge Arbeitskollegin des ersten Opfers und hofft, so Hinweise auf ein mögliches Motiv zu finden. So dauert es nicht lange und er stößt auf Dieter Bulthoff, den Exfreund seiner neuen Angebeteten. Da dieser im Tierpark mit Wölfen arbeitet, ist er für Kolberg dringend tatverdächtig. Doch stellt sich sein Jagdmesser nicht als die Tatwaffe heraus.
Garber hat durch einen Tipp von Berthold den Camper Harry Schmitz im Visier. Er jagt heimlich ohne Jagdschein und handelt mit Drogen. Doch auch sein Messer scheidet nach der Untersuchung als Tatwaffe aus. Als der Täter in einer Tiefgarage einen Mann mit einem Messer angreift und das potentielle Opfer den Täter in die Flucht schlagen kann, bleibt das Messer am Tatort zurück. Auch dieser Mann hat anscheinend keine Verbindung zu den vorigen Opfern, sodass die Ermittler davon ausgehen, dass sich der Mörder seine Opfer nach dem Zufallsprinzip auswählt.
Garber findet jedoch allmählich erste Zusammenhänge, denn der Mann aus der Tiefgarage arbeitet bei der Krankenkasse und eine seiner Kundinnen, deren Behandlung er nach Aktenlage ablehnen musste, war Sabine Meyer. Einen Kredit hatte sie aufgrund ihrer Krankheit nicht aufnehmen können, und auch ihrem Mann blieb ein Kredit verwehrt, da er seine Anstellung als Tierpräparator verloren und auch sonst keine Sicherheiten hatte. Nachdem die Frau an ihrer Krebserkrankung gestorben war, wurde die Wohnung wegen Mietrückstandes gekündigt; seitdem lebt Wolfgang Meyer auf dem Campingplatz. Auch dort hatte er die Standgebühr seit längerem nicht zahlen können und die Platzwartin drohte auch hier mit Kündigung, was sie womöglich das Leben kostete.
Unabhängig von Otto Garber findet auch Verena Berthold die Spur zu Wolfgang Meyer. Nachdem dieser die Kommissarin dabei ertappt hat, wie sie seine Sachen durchsucht und diverse Zeichnungen von Wölfen findet, setzt er die Polizistin außer Gefecht und flieht. So wird nach Meyer gefahndet und Berthold vermutet, dass er mit seinem Rachefeldzug noch nicht am Ende ist. Durch ihr frühzeitiges Erscheinen können die Kommissare zwar den Mord an einer Ärztin verhindern, aber Meyer immer noch nicht fassen. Er bleibt flüchtig und eine Gefahr für den Bearbeiter von der Krankenkasse, aber auch für Meyers ehemaligen Chef. Als Meyer ihn tatsächlich zu töten droht und ihn vom Dach des Naturkundemuseums stoßen will, kann Berthold ihn zur Aufgabe bewegen: Sie liest ihm einen Brief seiner Frau an eine Freundin vor, in dem sie allen beteiligten Personen verzeiht.

## Hintergrund
Unter Wölfen wurde in Berlin gedreht und am 15. September 2007 um 20:15 Uhr im ZDF erstausgestrahlt. Die Episode thematisiert die Verhaltensweisen von Krankenkassen, Krankenhäusern und Kreditinstituten gegenüber ihren mittellosen Kunden.
Sputnik, dessen Rolle als Geschäftsmann in der Serie als ein Running Gag angelegt ist, eröffnet in dieser Folge sein Afrikanisches Restaurant „Wild World“.

## Kritik
Tilmann P. Gangloff meinte auf kino.de: „Die Damen und Herren Dauercamper, alle auf ihre Weise mehr oder minder verschrobene Existenzen, bilden den kurzweiligen Hintergrund für einen Krimi, der eigentlich schon nach einer Stunde zu Ende ist […][und seine] Spannung aus der Frage [bezieht], wen es als nächsten treffen wird. […] Der titelgebende Bezug zu den Wölfen wiederum ist eine falsche Spur, auf die das Buch […] das Publikum locken will. […] Wie so oft lebt auch diese Folge des ‚Starken Teams‘ allerdings weniger vom Fall als vielmehr vom munteren Miteinander der Ermittler.“
Bei quotenmeter.de heißt es: „Der neue Fall aus der Krimireihe ‚Ein starkes Team‘ weiß zu überzeugen. Die Geschichte ist von vorn bis hinten logisch durchdacht und überzeugt durch gute Dialoge. Auch an Spannung fehlt es dem 90-Minüter nicht. […] Er ist letztlich auch eine zutiefst rührende Geschichte, die dem Zuschauer sicherlich nahe gehen wird.“
Die Kritiker der Fernsehzeitschrift TV Spielfilm vergeben nur eine mittlere Wertung (Daumen gerade), fragen sich, wer solche Drehbücher durchwinkt  und meinen: „Als Krimi funktioniert er zu spät, als Komödie leider nie.“